# جربیل‌های پابرهنه
جربیل‌های پابرهنه (نام علمی: Gerbilliscus) نام یک سرده از زیرخانواده جربیل است.
گونه‌های این جنس عبارتند از:
- جربیل دماغه (Gerbilliscus afra)
- جربیل بوهم (Gerbilliscus boehmi)
- جربیل هایفلد (Gerbilliscus brantsii)
- جربیل گینه‌ای (Gerbilliscus guineae)
- جربیل گورونگوزا (Gerbilliscus inclusus)
- جربیل کمپ (Gerbilliscus kempi)
- جربیل بوشفلد (Gerbilliscus leucogaster)
- جربیل دم‌سیاه (Gerbilliscus nigricaudus)
- جربیل فیلیپس (Gerbilliscus phillipsi)
- جربیل دم‌ریش‌ریشی (Gerbilliscus robustus)
- جربیل گرم‌دشت (Gerbilliscus validus)